# Eugenia sessiliflora
Eugenia sessiliflora är en myrtenväxtart som beskrevs av Vahl. Eugenia sessiliflora ingår i släktet Eugenia och familjen myrtenväxter. Inga underarter finns listade i Catalogue of Life.